# 我家的男子
《我家的男子》（日語：アタシんちの男子，又译：家有六子、我的花样继子、家有花樣男子X6）是一部於2009年4月14日起，由日本富士電視台於逢星期二21:00-21:54（日本時間）播出的電視連續劇，由堀北真希主演，6子的演員陣容從2009年3月12日至3月17日，由長子開始每天公佈1人。第1集成為了日本電視劇歷史上首次有飛船作為拍攝用途。本劇播映時，官方網頁的瀏覽次數長期位居アクセスTOP50(瀏覽次數首50位)第二位。

## 劇情內容
故事主人公－峯田千里（堀北真希飾）這是一部描寫沒有血緣關係的“疑似家庭”之間感情糾葛的家庭喜劇。因大蔵新造替峯田千里還債，與他結婚。大蔵新造過世後，便與他六位養子一同生活，以及一同完成母親十大條約找出遺產。

## 登場人物及演員

### 大藏家
- 峯田 千里（みねた ちさと） - 堀北真希（原姓：大藏）

20歲，於昭和63年11月21日出生。年幼的時候母親因病過世，她的父親因賭博拖欠了逾1億日元的債務，千里為他的保證人。千里的父親失蹤後，她也因逃避追債的人，而四處流浪和尋找父親的下落，並經常寄宿於網路咖啡店等地方。某一天，一位大型玩具製造廠的社長以代她還債為條件與她結婚，陪伴他生命最後一個月。大蔵新造死后，她被要求與他的六位特別的養子一起生活，並必須完成母親十大條約。最終發現自己是新造先生的親生女兒。喜歡大藏 翔。
- 大藏 風（おおくら ふう） - 要潤

30歲，於昭和53年8月7日出生，長子。在15歲時，他來到了大藏家。作為接班人，他接受了精英教育，有五十幾種證照資格，由於性格屬於無拘無束那種類型，所以根本不想繼承公司。他平常不愛說話，但是一開口必是名言。然而，雖然對千里不時來一句傷她的話，但是總是這樣那樣的去幫助她。其實是大蔵新造親生的兒子。因他母親的請求，要求大藏新造以繼子一般對待他。風也因此誤會新造不願意與他相認。千里是他的同父異母的妹妹。
- 大藏 猛（おおくら たける）（原姓：菊池） - 岡田義德

27歲，於昭和57年2月6日出生，次子。是一位暴走族，本性很溫柔。白天，他常騎著引以自豪的電單車來做速遞的散工。他喜歡賭博和喜愛吃甜的東西，是個總愛惹麻煩的傢伙。但他一喝酒，人格就突然改變，變成平易近人的好人。但因某件事件就開始不相信周圍的人，並變得不能對別人顯示真心。他常自稱「呼喚奇蹟的男人」。經常在明被欺負時救他，與翔的感情很好。
- 大藏 翔（おおくら しょう） - 向井理

25歲，昭和59年9月10日出生，三子。在「緣之園」孤兒院長大，在嬰兒時被院長撿到，視院長為爸爸。在10歲時成為新造的養子。他十分尊敬新造。在18歳時，因為把女朋友肚子搞大與新造的關係產生了裂痕，而離家出走。他性格表面上看很開朗。但是實際上是個現實主義者。他堅信有錢什麼都能實現，所以拼命工作。他最討厭的事是名字被誤叫成「大藏省」。 他是個在緊要關頭「該幹的時候就幹」內心堅強的男人。三年前離婚，他獨自帶著5歲的兒子，後來將兒子小力交給女友照顧。因「緣之園」的事而愛上千里。
- 大藏 優（おおくら まさる）（原姓：岸田）- 山本裕典

22歲，於昭和61年11月10日出生，四子。有一妹妹。父母因火災過世，被祖母照顧。在8歳時，祖母也去世，他成為了新造的養子。是時尚雜誌的專屬超級有魅力模特兒。他是優柔寡斷的溫柔男人。基本的是對自己完全沒有自信，但有時會低聲下氣。他有女性恐懼症，但後來千里的幫助下走出恐懼。因千里幫助他擺脫恐懼女性的事而愛上千里。
- 大藏 智（おおくら さとる）（原姓：神林） - 瀨戶康史（D-BOYS）

17歲，於平成4年3月1日出生，五子。雖然他是高中生，但拒絕上學，把自己關在房間裡。小時候、他是一位天才魔術少年，而且紅極一時。但是，由於父母逃稅被他成為社會上人們誹謗中傷的對象。之後父母失蹤，他被新造收養。由此開始變成不能信任別人。甚至不能相信自己。他和人談話時基本上是通過電腦。因千里幫助他回復自信的事而愛上千里。
- 大藏 明（おおくら あきら）（原姓：瀧澤） - 岡山智樹

12歲，於平成8年12月5日出生，六子。有頭腦的初中生，靠在網上炒股票謀生。雖然還是孩子，但是辦事超級理性，是一個能高高在上俯視哥哥們的自大少年。他自己說他同學的智力和他差得太遠了，所以不太想去上學。實際上是由於他總是在別人前顯示自己是很了不起，所以總是被欺負。而不去上學。他常稱千里是沒有能力的傢伙。不管發生什麼事，他都會準時在晚上9點睡著。他媽媽在拋棄他後獨自逃往美國。
- 大藏 新造（おおくら しんぞう） - 草刈正雄（特別演出）

58歲，於昭和25年7月21日出生。是總資產逾百億日元的玩具社長。 由於他自身過於專心於工作，到了這個結婚年齡還是沒有女朋友，變成了所謂的「怪人」。沒有孩子的新造，他收養風為養子、對他精英教育。但是，風和新造性格不合，而且一點也沒有要繼承公司的意思。後來新造先後收養了5名養子作為候補繼承人，但他們也對古怪的新造很是厭煩。6名養子，一些人離家出走、一些人留在家裡，但他們共通之處是沒有一個人將新造當成真正的父親來敬重。喜歡千里的媽媽。他與千里的結婚申請表並沒有被提交。千里與風都是他的親生子女。

### 奇蹟玩具製造廠
- 時田 修司（ときた しゅうじ） - 山本耕史

新造的秘書。他性格穩健，也很幽默，很會說話。新造死後，成為照顧千里的人。千里也在很信賴他，各方面事情都會去問他。但事實上，時田其實是個其實是個深謀遠慮的人，對大藏家的財產虎視眈眈。後來接管了新造的公司，帶著全體員工前往占領機關心城，最後以失敗收場，其實內心一直很想成為大藏家的養子。
- 小金井 響子（こがねい きょうこ） - 高島禮子

奇蹟玩具製造廠的事務律師。她的背景是一個謎。她出現的時候總是很突然，使周圍的人吃驚。她和千里相識是因繼承遺產手續的事，之後她總是在各個方面對千里很介意，是個完美的女人。她是唯一知道大蔵家遺產隱藏地方的人。在六個繼子中，常瞄住風和翔。
- 岩本（いわもと） - 名高達男
- 奥寺（おくでら） - 兒玉賴信（日语：児玉頼信）
- 三澤（みさわ） - 渡邊憲吉（日语：渡辺憲吉）
- 布施（ふせ） - 兒玉賴信（日语：児玉頼信）
- 遠山（とおやま） - 中村修

### 網吧店員、親衛隊
- 國土 豐（こくど ゆたか） - 鹤野刚士

是典型的御宅族。大家都叫他國土君。有些神經質，自尊心很強，思想比較保守，害怕打架，看上去很軟弱，但也非常渴望成為英雄。但當他人有困難的時候，就馬上去幫助他們。他在千里經常去的網吧裡打工的禦宅族店長。他非常迷戀千里，幻想她是美女偶像。所以千里說甚麼他都聽。在井上小姐去修行時，代替她在城堡裡的監視工作。
- 真島 平次（まじま へいじ） - 永山絢斗

在千里經常去的網吧裡打工的新店員。喜歡千里。
- 網吧店員 - 松崎由香、大須賀王子、末廣透（日语：末広透）
- 南澤（みなみさわ）- 渡邊敬介（日语：渡辺敬介）（波麗露（日语：ぼれろ））

千里親衛隊。
- 中尾（なかお） - 高橋光臣

千里親衛隊。
- 西郷（さいごう） - なすび (タレント)（濱津智明）

千里親衛隊。
- 布蘭妮（ブリトニー） - 濱田布蘭妮（日语：浜田ブリトニー）（濱田菅子）

千里親衛隊，優的影迷。
- 宇津井（うつい） - 岩見欣正(飛石連休)

千里親衛隊。

### 特里克哈特城
- 井上・蘿絲瑪麗・小姐（井上さん） - 江口紀琳香（日语：江口のりこ）

隱藏在『特里克哈特城』的畫裡真人監控。善於掰腕子，但敗給千里，於是她去修行，工作交給國土豐。
- 萬菜庵店主 - 長友光弘（響）

有5兄弟。城外的店，會送外賣。

### 與猛有關聯
- 菊池 一輝（きくち かずき） -  孟加拉（日语：ベンガル (俳優)）（柳原晴郎）
- smiley 速遞公司社長 - 芝崎昇

### 與翔有關聯
- 大蔵 力（おおくら りき） - 丸山步夢（日语：丸山歩夢）

5歳。翔的兒子。一開始與翔一起生活，但大部分時間都被放置在托兒所，後來與母親同住。
- 咲（さき） - 淺見麗奈

翔的前妻，力的母親。

### 與優有關聯
- 轟（とどろき） - 中西良太
- 優的跟班 - 田中護

### 其他人物
- 峯田 徹（みねた とおる） - 鶴見辰吾

千里的父親，但沒有血緣關係。賭博迷，欠債後失蹤，連累保證人千里。在千里母親的患病前，他很努力工作。賭博是因為千里母親的死所影響。
- 田邊 義男（たなべ よしお） - 田山涼成

農場的大叔。與千里關係很好。新造是他大學時代的朋友，他知道千里是新造親生女兒的秘密。

### 客串演出

#### 第1集
- 大山 - 吉家章人

向千里討債的人。
- 小林 - 神尾佑

向千里討債的人，大山的部下。
- 流浪漢 - 阿南敦子（第5集）
- 俱樂部店長 -  兒玉貴志（日语：児玉貴志）

辭退猛的俱樂部店長。
- 清香 - 愛亞（日语：あじゃ）（日原麻美）
- 結衣 - 小松涼子
- 春菜 - 黒木真耶
- 瑠奈 - 植田攸希
- 菜摘 - 大浦理美惠
- 美緒 - 塚原麻美

風的女朋友。
- 優的支持者 - 浦千秋、岡村多加江、高橋慶子（第3集）
- 店長 -  山崎崇史
- 網吧裡淋浴室的女性 - 櫻木凜、早乙女露依、由理亞（日语：ゆりあ）（海老原香織）
- 白色摩托車隊員 -  横江泰宣、水上雅人
- 繪畫教室的學生 -  伊藤幸純

#### 第2集
- 五十嵐 - 林和義

五十嵐組的組長。
- 白川梢 - 藤倉實

五十嵐的女人。
- 公關俱樂部店長 - 菊間秋彦
- 岸田 - 糟谷健二
- 小倉 - 中家佑樹
- 明的同學 - 武田昇悟
- 五十嵐組組員 - 七枝實（日语：七枝実）、武井秀哲、坪谷隆寛
- 刑警 - 松原正隆
- 風的女朋友 - 南司（日语：南つかさ）

#### 第3集
- 吉田真央 - 小野真弓

冒充智高中教師的小偷。
- 吉田伊代 - 田邊愛美（日语：田辺愛美）

智的高中教師。
- 優小學生時期（回想） - 渡部駿太
- 真央中學生時期（回想） - 松尾薫
- 真央的朋友中學生時期（回想） - 櫻木麻衣羅
- 警察官 - 堀越富三郎、西本龍樹
- 古本新乃輔

#### 第4集
- 咲的同居男友 - 瀧直希（日语：滝直希）
- 猛的晚輩 - 山口賢貴、高濱正朋、一之瀬將太
- 西岡太郎 - JUN S.

大藏猛的晚輩，音樂團的經理人。
- 警員 - 佐藤壱兵
- 接待的女性 - 染谷夏子、小野村麻郁

#### 第5集
- 流浪漢 - 阿南敦子、部健志（日语：やべけんじ）、勢堂公大、佐藤貢三、五頭岳夫、六八茂、石田陽介
- 老奶奶 - 關悅子
- 辣妹俱樂部店長 - 金安慶行（日语：かなやす慶行）
- 市公所的職員 - 浦崎宏
- 導演 - 犬飼淳治
- 女性演員 - 橘麗美（第6集）

在TV節目中與優約會。第6回作為風的女朋友演出。

#### 第6集
- 冴子 - 安藤奈津（日语：安藤なつ）
- 芽衣 - 初音久美（日语：初音ひさみ）
- チーコ - レイザーラモンHG（住谷正樹）

同性戀者。他認為風喜歡他。
- 風的女朋友 - 捷豹横田（日语：ジャガー横田）（横田利美）
- 猛年幼時期 - 高橋宜亞（第9集）
- 少年（回想） - 市原尚彌（日语：市原尚弥）、千濱汰一、原田海人
- SP - 島村勝、元木弘二
- 米拉克倫2號 - 堀川亮（第11集）※聲音演出

#### 第7集
- 瀧澤舞 - 齋藤恵理（日语：斎藤恵理）

明的母親。
- 路過的男性 - 小島康志

知道優年幼時父母家火災始末的叔叔。
- 兒童歌唱大賽的司儀 - 歡喜佐藤（日语：よろこんで佐藤）（佐藤昌）
- 參賽者 - 菅原翔瑠、酒井星輝、伊藤哲太、今出川茜里、宍戸多聞、林青葉、横井茉玲
- 掰腕子大會的裁判 - 木村孝蔵
- 掰腕子大會的選手 - Charles J
- 優年幼時期（回顧） - 中村圭佑

火災現場

#### 第8集
- 志村友明 - 飯田基祐

翔成長的地方「緣之園」的經營者。
- 到特里克哈特城收款的人

電費收費員 - 田中登志哉
水費收費員 - 小林優介（響）
煤氣收費員 - 兒島功一
關東中央新聞報收費員 - 塚原賢二
人壽保險公司女業務員 - 松葉祥子
牛奶舖的男店員 - 水野智則
來收取修理費的泥瓦工匠 - 森里一大
- 翔在「緣之園」時期 - 小林三起
- 翔10年前、被大藏新造領養時期 - 川合拓也
- 刑警 - 山田洋、川渕良和
- 告訴翔有人向「緣之園」捐款這件事的女子 - 真下有紀

#### 第9集
- 通過接見室聽父親說話時的猛（回想） - 小林達也
- 警察（回想） - 山上賢冶
- 二郎 - 獣神雷電萊卡（日语：獣神サンダー・ライガー）（山田惠一）

萬菜庵店主的兄弟。
- 三郎 - 後藤洋央紀

萬菜庵店主的兄弟。
- 四郎 - 棚橋弘至

萬菜庵店主的兄弟。
- 五郎 - 岡田和睦（日语：岡田かずちか）

萬菜庵店主的兄弟。

#### 第10集
- 峯田志保（回想） - 入野佳子

千里的母親。

#### 第11集
- 國土的電腦研究所所員 - 奥田崇

## 母親十大條約
| 條約   | 日文                           | 中文                          | 公佈集數 | 完成集數 |
| ------ | ------------------------------ | ----------------------------- | -------- | -------- |
| 第一條 | 食事は家族そろってリビングで   | 全家人一起在客廳吃飯          | 1        | 8        |
| 第二條 | 兄弟の手形を壁に残せ           | 將兄弟的手印留在牆上          | 2        | 8        |
| 第三條 | 家長を決めよ                   | 決定家長                      | 8        | 8        |
| 第四條 | トリックハート城を大掃除せよ   | 在Trick Heart城堡內進行大掃除 | 9        | 9        |
| 第五條 | 萬彩庵の特製スープを完成させろ | 製作萬菜庵的特製湯底          | 9        | 9        |
| 第六條 | 家族全員で大縄跳び連続百回     | 全家一起連續跳大繩子100下     | 9        | 9        |
| 第七條 | 力を合わせて発明品を作れ       | 齊心合力完成發明              | 10       | 11       |
| 第八條 | 大蔵兄弟Q&A                    | 大藏兄弟問答                  | 11       | 11       |
| 第九條 | お揃いのリストバンドの作る     | 製作一樣的護腕                | 11       | 11       |
| 第十條 | 食事は家族そろってリビングで   | 全家人一起在客廳吃飯          | 11       | 11       |

## 音樂
- 主題曲：GIRL NEXT DOOR「Infinity」（avex trax）

## 製作人員
- 編劇：武藤將吾
- 導演：松田秀知、佐藤源太、德市敏之
- 音樂：井筒昭雄
- 製作人：森安彩
- 規劃：立松嗣章
- 製作中心：富士電視台電視劇製作中心
- 製作著作：富士電視台

## 收視率
| 集數                                          | 日文標題                                      | 中文標題                                      | 導演                                          | 播放日期                                      | 收視率 | 收視率 |
| 集數                                          | 日文標題                                      | 中文標題                                      | 導演                                          | 播放日期                                      | 關東   | 關西   |
| --------------------------------------------- | --------------------------------------------- | --------------------------------------------- | --------------------------------------------- | --------------------------------------------- | ------ | ------ |
| 01                                            |                                               | 流浪的千里vs古怪社長6兄弟                     | 松田秀知                                      | 2009年4月14日                                 | 14.1%  | 15.3%  |
| 02                                            |                                               | 男子的荷爾蒙                                  | 松田秀知                                      | 2009年4月21日                                 | 11.0%  | 12.9%  |
| 03                                            |                                               | 男子、呼吸戀愛                                | 佐藤源太                                      | 2009年4月28日                                 | 09.6%  | 09.2%  |
| 04                                            |                                               | 愛的誘拐大作戰                                | 佐藤源太                                      | 2009年5月5日                                  | 09.4%  | 07.5%  |
| 05                                            |                                               | 長子和接吻?!                                  | 松田秀知                                      | 2009年5月12日                                 | 12.3%  | 10.9%  |
| 06                                            |                                               | 媽媽戀人?!                                    | 佐藤源太                                      | 2009年5月19日                                 | 12.0%  | 11.5%  |
| 07                                            |                                               | 即將接近的不安!                               | 德市敏之                                      | 2009年5月26日                                 | 09.5%  | 09.0%  |
| 08                                            |                                               | 以節約開始的戀愛!?                            | 松田秀知                                      | 2009年6月2日                                  | 11.3%  | 09.4%  |
| 09                                            |                                               | 再見奇蹟的男人                                | 佐藤源太                                      | 2009年6月9日                                  | 10.4%  | 09.5%  |
| 10                                            |                                               | 驚人的真相                                    | 松田秀知                                      | 2009年6月16日                                 | 09.8%  |        |
| 11                                            |                                               | 這個家族的寶物                                | 松田秀知                                      | 2009年6月23日                                 | 10.4%  | 10.3%  |
| 平均收視率（關東地區·Video Research公司調查） | 平均收視率（關東地區·Video Research公司調查） | 平均收視率（關東地區·Video Research公司調查） | 平均收視率（關東地區·Video Research公司調查） | 平均收視率（關東地區·Video Research公司調查） | 10.94% | N/A    |

## 外部連結
- 岡田義徳個人網頁 （页面存档备份，存于）（日語）
- 山本裕典個人網頁（日語）
- 瀬戸康史部落格 （页面存档备份，存于）（日語）
- 靏野剛士部落格 （页面存档备份，存于）（日語）
- 山本耕史個人網頁 （页面存档备份，存于）（日語）
- 鶴見辰吾部落格 （页面存档备份，存于）（日語）
- 高橋光臣部落格 （页面存档备份，存于）（日語）
- 劇中的城堡 （页面存档备份，存于）（日語）

## 作品的變遷
| 日本富士電視台系列 火九連續劇 | 日本富士電視台系列 火九連續劇       | 日本富士電視台系列 火九連續劇 |
| ----------------------------- | ----------------------------------- | ----------------------------- |
|                               | （2009.4.14 - 2009.6.23）           |                               |
| （2009.1.13 - 2009.3.17）     | 急症群英4 （2009.8.11 - 2009.9.22） |                               |

| 臺灣緯來日本台 富士哈日劇 週一至週五 21:00至22:00 | 臺灣緯來日本台 富士哈日劇 週一至週五 21:00至22:00   | 臺灣緯來日本台 富士哈日劇 週一至週五 21:00至22:00 |
| ------------------------------------------------- | --------------------------------------------------- | ------------------------------------------------- |
|                                                   | 樣X6 第一集延長版8:45撥出 （2010.1.11 - 2010.1.25） |                                                   |
| （2009.12.24 - 2010.1.8）                         | 腦學 （2010.1.26 - 2010.2.5）                       |                                                   |

| 新加坡 星和都會台 星期三至五 19:00-20:00 | 新加坡 星和都會台 星期三至五 19:00-20:00 | 新加坡 星和都會台 星期三至五 19:00-20:00 |
| ---------------------------------------- | ---------------------------------------- | ---------------------------------------- |
|                                          | 家有花样男子x 6 (2010.03.04 - 2010.03.26）         |                                          |
| 海派甜心 （2010.01.08 - 2010.03.03）     | 紫玫瑰 (2010.03.31 - 2010.05.14）        |                                          |

| 中国 星空卫视 星期一至五晚 两集联播 | 中国 星空卫视 星期一至五晚 两集联播 | 中国 星空卫视 星期一至五晚 两集联播 |
| ----------------------------------- | ----------------------------------- | ----------------------------------- |
|                                     | 样继 (2011.7.19 - 2011.8.2)         |                                     |
| 震撼鲜师 （2011.7.11 - 2011.7.18）  | 梦想高飞 (2011.8.3 - 2011.8.11)     |                                     |

| 香港 Now觀星台 星期六、日晚 | 香港 Now觀星台 星期六、日晚  | 香港 Now觀星台 星期六、日晚 |
| --------------------------- | ---------------------------- | --------------------------- |
|                             | 样继 (2012.4.14 - 2012.5.13) |                             |
| —                           | —                            |                             |

| 香港 Now劇集台 星期日、一晚 | 香港 Now劇集台 星期日、一晚 | 香港 Now劇集台 星期日、一晚 |
| --------------------------- | --------------------------- | --------------------------- |
|                             | 样继 (2013.5.5 - 2012.6.3)  |                             |
| —                           | —                           |                             |

| KBS 2TV 星期一晚 一連三集 | KBS 2TV 星期一晚 一連三集   | KBS 2TV 星期一晚 一連三集 |
| ------------------------- | --------------------------- | ------------------------- |
|                           | 样继 (2019.7.8 - 2019.7.29) |                           |
| —                         | —                           |                           |

| 泰國 Channel 3 星期三晚 一連四集 | 泰國 Channel 3 星期三晚 一連四集 | 泰國 Channel 3 星期三晚 一連四集 |
| -------------------------------- | -------------------------------- | -------------------------------- |
|                                  | 样继 (2019.8.7 - 2019.8.28)      |                                  |
| —                                | —                                |                                  |

| 臺灣 東森綜合台 星期二晚 一連四集 | 臺灣 東森綜合台 星期二晚 一連四集 | 臺灣 東森綜合台 星期二晚 一連四集 |
| --------------------------------- | --------------------------------- | --------------------------------- |
|                                   | 樣X6 （2019.8.27 - 2019.9.17）    |                                   |
| —                                 | —                                 |                                   |

| 中国 上海電視台 星期四晚 一連五集 | 中国 上海電視台 星期四晚 一連五集 | 中国 上海電視台 星期四晚 一連五集 |
| --------------------------------- | --------------------------------- | --------------------------------- |
|                                   | 样继 (2019.9.26 - 2019.10.10)     |                                   |
| —                                 | —                                 |                                   |

| 臺灣 東森超視台 星期一晚 一連兩集 | 臺灣 東森超視台 星期一晚 一連兩集 | 臺灣 東森超視台 星期一晚 一連兩集 |
| --------------------------------- | --------------------------------- | --------------------------------- |
|                                   | 樣X6 （2019.10.14 - 2019.11.18）  |                                   |
| —                                 | —                                 |                                   |

| 澳門 澳門廣播電視澳門台 星期六晚 一連兩集 | 澳門 澳門廣播電視澳門台 星期六晚 一連兩集 | 澳門 澳門廣播電視澳門台 星期六晚 一連兩集 |
| ----------------------------------------- | ----------------------------------------- | ----------------------------------------- |
|                                           | 样继 （2019.10.26 - 2019.11.23）          |                                           |
| —                                         | —                                         |                                           |